# 花面豬齒魚
花面豬齒魚，為輻鰭魚綱鱸形目隆頭魚亞目隆頭魚科的其中一種，分布於印度西太平洋區，從印尼至澳洲昆士蘭海域，體長可達38公分，棲息在水淺的珊瑚礁或海草生長的海床，屬肉食性，以甲殼類、軟體動物及海膽等為食，生活習性不明，可作為食用魚。

## 擴展閱讀
維基物種上的相關：花面豬齒魚